# Laurynas Algimantas Skūpas
Laurynas Algimantas Skūpas (* 10. August 1937 in Subačius, Rajon Kupiškis; † 10. Januar 2005 in Vilnius) war ein polyglotter litauischer  Romanist und Esperantist.

## Leben
Skūpas absolvierte das Studium am  Pedagoginis institutas in Vilnius und am Institut für Fremdsprachen Moskau. 
1960 arbeitete er in Šeduva bei Radviliškis und ab 1964 lehrte er Französisch an der Vilniaus universitetas als Professor. Von 1970 bis 1980 bildete er sich weiter in Paris und an der Universität Moskau. Von 1992 bis 1995 lehrte er Litauisch am Institut für Ostsprachen Paris.
Er sprach Litauisch, Russisch, Polnisch, Spanisch, Deutsch, Französisch, Italienisch, Provenzalisch, Türkisch und Esperanto.

## Bibliografie
- Esperanto tarptautinė kalba. Lerniloj, vortaroj / litova. Mokslas. Vilnius 1987.
- Esperanto kalbos vadovėlis. Lernolibro de Esperanto. Eldona Instituto pri Sciencaj kaj Enciklopediaj Libroj, Vilnius 2004, ISBN 5-420-01537-4.
- Guide parlé francais – lituanien. Prancuziški – lietuviški pasikalbėjimai. Alma littera, 2001, ISBN 9955-08-011-6.
- Übersetzung von John Wells Lingvistikaj aspektoj de Esperanto